# Кулиев, Агиль Сахиб оглы
Агиль Сахиб оглы Кулиев (азерб. Aqil Sahib oğlu Quliyev; 19 сентября 1963 — 25 февраля 1992) — азербайджанский офицер. Национальный герой Азербайджана (1992, посмертно).

## Биография
Родился 19 сентября 1963 года в селе Уруд Сисианского района Армянской ССР. В 1980 году окончил среднюю школу и поступил в Азербайджанский институт нефти и химии. Будучи на третьем курсе, был призван на службу в Советскую армию. В 1982 году поступил в Харьковскую межобластную школу милиции подготовки младшего и среднего начальствующего состава. После окончания учёбы вернулся в Азербайджан.

### Карабахская война
В 1992 году назначен командиром роты и направлен в Агдам. Агиль Кулиев принимал участие в защите Ходжалы от армянских вооружённых формирований. 25 февраля 1992 года был тяжело ранен и погиб.

## Память
Указом президента Азербайджанской Республики № 833 от 7 июня 1992 года Агилу Сахиб оглы Гулиеву было присвоено звание Национального героя Азербайджана (посмертно).
Именем Национального героя Гулиева Агиля названа одна из улиц посёлка Баилово в городе Баку.